# Antarctothoa aporosa
Antarctothoa aporosa är en mossdjursart som först beskrevs av Levinsen 1909.  Antarctothoa aporosa ingår i släktet Antarctothoa och familjen Hippothoidae. Inga underarter finns listade i Catalogue of Life.